# Køletekniker
En køletekniker er en tekniker der arbejder med køleanlæg og klimaanlæg, såsom frysehuse og kølere i dagligvarebutikker.
Køleteknikeruddannelsen i Danmark er en erhvervsuddannelse og opdelt i to trin med et første trin der uddannet til køleassistent og andet trin der uddanner til egentlig køletekniker. Adgangskravet er Folkeskolens afgangseksamen eller lignende. Køleteknikeruddannelsen tager i alt fire et halvt år.
Andet trin kan i Danmark kun tages på Den jydske Haandværkerskole i Hadsten.